# John Buettner-Janusch
John „B-J“ Buettner-Janusch (geboren am 7. Dezember 1924 in Chicago, Illinois; gestorben am 2. Juli 1992 in Springfield, Missouri) war ein US-amerikanischer Anthropologe, Primatologe, Genetiker, Biochemiker, Evolutionsbiologe und Hochschullehrer. Er galt als einer der bedeutendsten physischen Anthropologen seiner Zeit und war ein Pionier des Einsatzes molekulargenetischer Methoden. Nach dem Verbüßen einer mehrjährigen Haftstrafe wegen der Herstellung von Betäubungsmitteln in seinem Labor an der New York University versuchte er, den Bundesrichter des United States District Court für das südliche New York, der ihn verurteilt hatte, und mehrere frühere Studenten und Kollegen mit vergifteten Pralinen zu ermorden. Er wurde dafür zu weiteren zwanzig Jahren Freiheitsentzug verurteilt und starb während der Haft.

## Kindheit
John Buettner-Janusch wurde im Dezember 1924 in Chicago, Illinois geboren. Er war der Sohn des in Wien geborenen Architekten Frederick Wilhelm Janusch und seiner in Chicago geborenen deutschstämmigen Ehefrau Gertrude Clare Buettner. Die jüngere Schwester wurde 1926 geboren. Wegen der Weltwirtschaftskrise, Frederick Janusch hatte durch den Zusammenbruch des Firmenimperiums von Samuel Insull große finanzielle Verluste erlitten, zog die Familie 1931 nach Eagle River, Wisconsin. Dort baute Frederick Janusch auf einem von seinen Eltern zur Verfügung gestellten Grundstück ein Haus für seine eigene Familie. John besuchte von 1931 bis 1942 öffentliche Schulen in Eagle River und galt wegen seines Interesses an klassischer Musik und Opern und wegen seines herablassenden Auftretens gegenüber seinen Mitschülern als Außenseiter, war aber ein sehr guter Schüler und engagierte sich in der Schülerzeitung und beim Schultheater. Später verbreitete er in seinem Umfeld, dass er wegen seiner Begabung bereits mit 16 Jahren die High School verlassen habe. Tatsächlich blieb er bis zum 18. Lebensjahr und schrieb sich dann an der University of Chicago ein. Dort zeigte er während seines ersten Studienjahrs nur mittelmäßige Leistungen. Er begann den Doppelnamen Buettner-Janusch zu führen, weil er ihn als würdevoll empfand, und ließ sich im Freundeskreis entsprechend „B-J“ nennen.

## Kriegsdienstverweigerung und Haft
Noch vor dem Eintritt der Vereinigten Staaten in den Zweiten Weltkrieg, im November 1941, hatte sich Buettner-Janusch öffentlich gegen den Selective Training and Service Act ausgesprochen, mit dem zunächst alle Männer von 21 bis 45 Jahren zur Registrierung verpflichtet wurden. Nach dem Kriegseintritt wurden alle Männer von 18 bis 44 Jahren zum Militärdienst verpflichtet. Buettner-Janusch erklärte dazu, dass er, sofern es irgendeine Möglichkeit gebe sich zu verweigern, in keiner Armee und unter keiner Flagge der Welt dienen werde. Abgesehen von seinem zur Schau getragenen Antimilitarismus galt er in seinem Umfeld als ein glühender Bewunderer Adolf Hitlers, der die Deutschen als überlegene Rasse betrachtete und der die deutsche Weltherrschaft befürwortete. In seinem späteren Leben bezog er deutlich Positionen, die mit der nationalsozialistischen Ideologie unvereinbar sind, so dass seine Hitler-freundlichen Äußerungen rückblickend als jugendliche Verirrung und als Ausdruck seiner Geltungssucht betrachtet werden.
An seinem 18. Geburtstag kam Buettner-Janusch seiner Pflicht zur Registrierung als Wehrpflichtiger nach. Am 13. November 1943 erschien er jedoch nicht bei der lokalen Dienststelle des Selective Service System zur Musterung. Er wurde einen Monat später festgenommen und im Februar 1944 zu drei Jahren Haft im Bundesgefängnis in Sandstone, Minnesota verurteilt. Er verbüßte nur sechs Monate dieser Haftstrafe und wurde auf Bewährung entlassen, um die Reststrafe durch gemeinnützige Arbeit zu verbüßen. Buettner-Januschs eigener Darstellung zufolge hatte er rechtzeitig einen Antrag auf Anerkennung als Kriegsdienstverweigerer gestellt, war aber abgelehnt worden. Eine Anerkennung als Kriegsdienstverweigerer hatte religiöse Gründe zur Voraussetzung, und er war erklärter Atheist. Später zeigte sich Buettner-Janusch stolz auf seine Inhaftierung als Kriegsdienstverweigerer, doch bisweilen erklärte er die Lücke in seinem Lebenslauf mit wirren Geschichten über eine Tätigkeit für einen nicht konkret benannten Geheimdienst „hinter den feindlichen Linien“.
Von September 1944 bis Januar 1946 arbeitete Buettner-Janusch entsprechend seiner Bewährungsauflagen als Pfleger in der Psychiatrie des University of Michigan Hospital in Ann Arbor. Er besuchte zugleich Lehrveranstaltungen der Universität, wurde jedoch wegen mangelhafter Arbeitsleistung und psychischer Auffälligkeit entlassen. In ihrer Beurteilung nannte ihn seine Vorgesetzte einen sehr kranken jungen Mann, der niemals in der neuropsychiatrischen Abteilung hätte beschäftigt werden dürfen. Sie habe ihm empfohlen, sich in psychiatrische Behandlung zu begeben. Nach seiner Entlassung ging Buettner-Janusch nach New York City und arbeitete bis August 1946 am Mount Sinai Hospital in der Lower East Side. Anschließend arbeitete er bis zum Ende seiner Bewährungszeit im März 1947 im Sydenham Hospital in Harlem.

## Studium
Buettner-Janusch kehrte nunmehr an die University of Chicago zurück und setzte sein Studium fort, zeigte aber wiederum nur im Fach Physiologie gute Leistungen. Im September 1949 graduierte er zum Bachelor of Science. Zugleich entwickelte er ein Interesse an naturwissenschaftlicher Anthropologie und gewann mit Sherwood L. Washburn einen wichtigen Förderer. Buettner-Januschs Studienleistungen verbesserten sich umgehend und Washburn stellte ihn als Laborassistenten ein. Bei dieser Tätigkeit hatte Buettner-Janusch erstmals mit Pavianen zu tun, da diese Primaten für Washburns Arbeit von großer Bedeutung waren. Buettner-Janusch graduierte 1953 zum Magister Artium. Zu diesem Zeitpunkt war sein gutes Verhältnis zu Washburn bereits abgekühlt und er brauchte eine Arbeit.
1952 und 1953 leitete Buettner-Janusch mit seinem Kollegen Howard Winters Ausgrabungen im Randolph County, Illinois, die von der Abteilung für Anthropologie der University of Chicago und dem Illinois State Museum durchgeführt wurden. Das Team entdeckte in Abris am Barbeau Creek ein indianisches Dorf, dessen Alter sie auf 7.000 bis 10.000 Jahre schätzten. Die Entdeckung erregte großes Aufsehen, auch in den Medien, und war Anlass für Buettner-Januschs erste wissenschaftliche Veröffentlichungen.
Ab September 1953 arbeitete Buettner-Janusch als Forschungsassistent in der Abteilung für medizinische Prävention der University of Utah in Salt Lake City. Bereits im folgenden Semester wurde er in Teilzeit als Dozent für Anthropologie verpflichtet. Diese Anstellung erhielt er lediglich wegen der unwahren Angabe, er sei weiter als Doktorand an der University of Chicago eingeschrieben und wolle dort im August 1954 seine Dissertation einreichen und sie wenige Monate später verteidigen. Die Dauer der Verpflichtung in Utah, die nur ein Jahr währte, gab er fortan mit zwei Jahren an. Seither hat Buettner-Janusch seine Lebensläufe stets und in zunehmendem Umfang verfälscht.
Im Sommer 1955 zog das Ehepaar Buettner-Janusch nach Ann Arbor, wo John an der University of Michigan sein Doktorandenstudium aufnahm. Er promovierte im Juni 1957 mit einer Dissertation über die Rolle der Blutgruppen in der natürlichen Auslese zum Ph.D. Seine Dissertation wurde von Frederick Thieme betreut und im Prüfungsausschuss saßen James Spuhler und William Schull. Während des Studiums nutzte Buettner-Janusch die Gelegenheit, während eines Semesters an der Wayne State University in Detroit, Michigan einen einführenden Anthropologie-Kurs zu geben.

## Forschung
Buettner-Janusch erbrachte seine wichtigsten Leistungen in der molekularbiologischen und zytogenetischen Erforschung der Primaten. Anerkennung gewann er mit der Erforschung der unterschiedlichen Karyotypen verschiedener Arten von Lemuren und mit seinen Arbeiten über die genetische Struktur von natürlichen und halbwilden Populationen von Primaten. Dazu gehörte auch die Untersuchung der von der Universität von Puerto Rico auf der Insel Cayo Santiago unterhaltenen Kolonie von Rhesusaffen. Buettner-Janusch war einer der ersten Forscher, die die Serumelektrophorese zur Untersuchung genetischer Variation in natürlichen Tierpopulationen nutzten. Mit seinen Forschungen an Primaten gehört er zu den Begründern der modernen Primatologie. Das von ihm gegründete Duke University Primate Center ist seit mehr als einem halben Jahrhundert die bedeutendste Einrichtung zur Erforschung der Lemuren und spielt als Duke Lemur Center eine bedeutende Rolle im internationalen Artenschutz.
Buettner-Janusch veröffentlichte mehr als 80 wissenschaftliche Publikationen und mehr als 100 Essays und Buchbesprechungen. Bereits der 1962 von Buettner-Janusch herausgegebene Konferenzband The relatives of man. Modern studies of the relation of the evolution of nonhuman primates to human evolution und die in den beiden folgenden Jahren herausgegebenen Bände Evolutionary and Genetic Biology of Primates waren insofern bahnbrechend, als sie erstmals die Evolution, die Genetik und die Ökologie der Primaten gemeinsam behandelten. Buettner-Janusch publizierte während seiner Haftstrafen nur in stark vermindertem Umfang, er arbeitete jedoch bis zu seinem Tod an der Überarbeitung der Origins of Man und an einem Buch über die Lemuren Madagaskars.

## Lehrtätigkeit

### Yale University
Nach dem Abschluss seines Studiums zog Buettner-Janusch mit seiner Frau nach New Haven, Connecticut, um als Assistant Professor an der Yale University Anthropologie zu lehren. Binnen weniger Jahre baute er eine Haltung von Primaten auf, die er für molekularbiologische Untersuchungen benötigte und die wegen der begrenzten Kapazität seines eigenen Labors über etliche Gebäude des Campus verteilte. Er reiste mehrfach nach Afrika, dabei machte er in Kenia die Bekanntschaft des Ehepaars Louis und Mary Leakey. Deren Sohn Richard Leakey fing als Teenager für Buettner-Janusch Primaten.
Die Primaten in Buettner-Januschs Labor wurden für die Forschung rasch zu einer wertvollen Ressource. Auf sie wurde auch Elwyn L. Simons aufmerksam, der 1960 nach Yale gekommen war, um am Peabody Museum of Natural History die Abteilung für die Paläontologie der Wirbeltiere zu leiten und als Professor für Geologie an der Yale University zu lehren. Viele Jahre später wurde Simons Leiter des Duke University Primate Center, zu dem sich Buettner-Januschs Menagerie entwickelte. Eine der ersten bedeutenden primatologischen Forschungsarbeiten war die Dissertation von Alison Jolly, die den Gebrauch der Hände „niederer“ Primaten behandelte. 1962 wurde John Buettner-Janusch zum Associate Professor befördert. Im selben Jahr trat das Ehepaar Buettner-Janusch ein Sabbatical an, das sie für eine lange Reise nach Madagaskar nutzten.
Bei der Rückkehr nach Yale im Frühsommer 1963 hatte sich die Situation dramatisch geändert. Sidney Mintz hatte Irving Rouse als Leiter der Abteilung für Anthropologie abgelöst. Mintz und Buettner-Janusch verstanden sich nicht und im November wurde Buettner-Janusch aufgefordert, sich eine neue Stelle zu suchen. Diese Entwicklung musste Buettner-Janusch überraschen, denn Mintz hatte eine Reihe der damals in Yale geltenden Regeln für die Beendigung einer befristeten Professur missachtet. Gleichwohl gelang es Buettner-Janusch, während des ihm zugestandenen letzten Jahrs an der Yale University eine neue Stelle zu finden.

### Duke University
Buettner-Janusch ging 1965 als Associate Professor an die Duke University in Durham, North Carolina und unterrichtete an den Abteilungen für Anthropologie und Soziologie, für Anatomie und für Zoologie. Buettner-Janusch setzte sich für die Bürgerrechte, Gewerkschaften und gegen den Vietnamkrieg ein. Er vertrat ausgesprochen liberale politische Überzeugungen und begründete auch damit eine lebenslange Freundschaft mit Peter Klopfer, Professor für Zoologie an der Duke University. Klopfer war wenige Jahre zuvor im Rahmen eines Protests gegen die Rassentrennung in einem örtlichen Restaurant verhaftet und wegen Hausfriedensbruchs angeklagt worden. Er brachte sein Verfahren Klopfer v. North Carolina bis vor den Obersten Gerichtshof der Vereinigten Staaten und gewann. Mit Buettner-Janusch verband ihn auch das Interesse an Primaten. Beide hatten bereits vor dem Wechsel Buettner-Januschs nach Durham die Einrichtung des Duke University Primate Center beschlossen, des heutigen Duke Lemur Center.
An der Duke University verfasste Buettner-Janusch zwei Lehrbücher, Origins of Man im Jahr 1966 und Physical Anthropology: A Perspective 1973, die beide bei John Wiley & Sons erschienen. Origins of Man gilt bis heute als Klassiker der naturwissenschaftlichen Anthropologie.
Schon Buettner-Januschs extravagantes Auftreten mit blond gefärbten Haaren und teuren Anzügen erregte in dem kleinstädtischen Durham und an seiner Universität Aufsehen. Seine überragende fachliche Kompetenz und seine Eignung zum Lehrer waren an der Universität unbestritten, und er wurde von den Studenten zu einem der fünf besten Professoren des Campus gewählt. Doch Buettner-Janusch galt unter Kollegen und Mitarbeitern auch als unberechenbar und als Tyrann. Darüber hinaus fühlten die Buettner-Januschs sich im eher provinziellen North Carolina sehr unwohl, beide zog es während der Jahre in Durham in eine Metropole. Nachdem die Duke University ihm zusätzliche Gelder verweigert hatte, ging Buettner-Janusch im Streit.

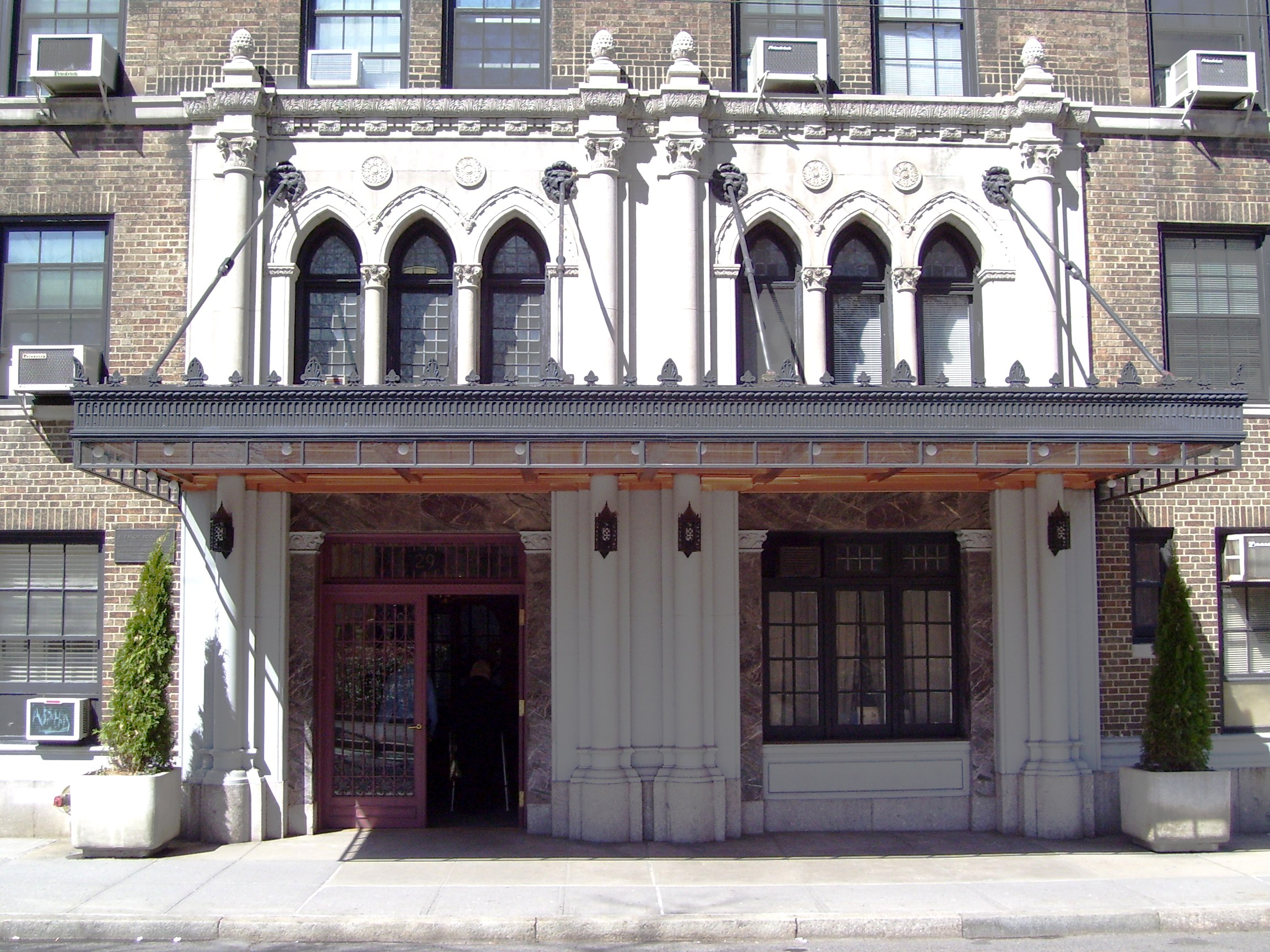
29 Washington Square West, Wohnhaus der Buettner-Januschs in New York City

### New York University
1973 wurde Buettner-Janusch Leiter der Abteilung für Anthropologie an der New York University. Die NYU war im Bereich der Sozialanthropologie eine der führenden Hochschulen. Nur weil zwei Sozialanthropologen im Verfahren um die Neubesetzung der Leitung keine Mehrheit für sich gewinnen konnten, wurde Buettner-Janusch überhaupt in Betracht gezogen. In New York erhielt er nicht nur ein neu eingerichtetes Labor am Waverly Place und ein ungewöhnlich hohes Gehalt, sondern auch eine repräsentative Dienstwohnung am Washington Square Park im Greenwich Village, in unmittelbarer Nähe des Labors und der Universität.
Auch in New York erwarb sich Buettner-Janusch rasch den Ruf eines begnadeten Forschers und Lehrers, aber auch eines rücksichtslosen Machtmenschen. Nach kürzester Zeit begann er den Bereich der Sozialanthropologie gegenüber der naturwissenschaftlichen Anthropologie gezielt zu benachteiligen, Sozialanthropologen zu entmachten und sie aus der NYU zu drängen. Zu den von ihm verdrängten Kollegen gehörte der medizinische Anthropologe Charles M. Leslie, der 1976 an die University of Delaware ging. Um seine Ziele zu fördern, erging Buettner-Janusch sich häufig in Andeutungen über nicht näher bezeichnete dunkle Geheimnisse von Kollegen und versprach für einen späteren Zeitpunkt die ganze Wahrheit zu offenbaren. Das trat niemals ein, es war aber ein ebenso wirkungsvolles Mittel der Diffamierung wie seine häufigen Bemerkungen, mit denen er Kollegen als vermindert zurechnungsfähig darstellte. Dabei folgte Buettner-Janusch einer ihm selbst zugeschriebenen Definition des Begriffs Zivilisierung, nach der eine Gruppe so lange die Anzahl der durch die Begriffe wir und uns bezeichneten Individuen vermehrt und die Zahl der mit sie und ihr bezeichneten Individuen vermindert, bis die Letzteren völlig verschwunden sind. Tatsächlich hatte Buettner-Janusch eine große Zahl von Anhängern, die entweder zu seinem persönlichen Freundeskreis gehörten oder beruflich mit ihm in Kontakt standen und nie mit ihm in Konflikt geraten waren. Im akademischen Betrieb galt er als sehr erfolgreicher Leiter seiner Abteilung, wobei diese Einschätzung weniger auf Tatsachen als auf dem von Buettner-Janusch konstruierten Bild beruhte.
Buettner-Januschs Leistung als Forscher blieb an der New York University in Qualität und Quantität deutlich hinter seinen Leistungen an der Duke University zurück, wo er auf das Primate Center zurückgreifen konnte. Da die Zeitspanne von der Durchführung eines Forschungsprojekts bis zum Erscheinen darauf bezogener Veröffentlichungen in den renommierten Fachzeitschriften mehrere Jahre betragen kann, zehrte Buettner-Janusch noch einige Jahre von seiner früheren Arbeit. Doch 1976 wurde ihm die seit einem Jahrzehnt gewährte großzügige Förderung durch die National Science Foundation gestrichen. Er reagierte darauf umgehend mit dem Verdacht, er habe sich im Rahmen seiner von 1971 bis 1974 ausgeübten Tätigkeit im Beratergremiums für Anthropologie der NSF Feinde gemacht, die nun Rache übten. Tatsächlich hat die National Science Foundation ein strenges Prüfungsverfahren, aber der einzige Grund für die Abweisung eines Förderantrags ist mangelnde wissenschaftliche Bedeutung. Dazu hatte Buettner-Janusch selbst beigetragen, indem er sich auf die Arbeit seiner Studenten verließ. Statt selbst zu forschen, konzentrierte er sich auf die Leitung der Abteilung, die Lehrtätigkeit und eher privat motivierte Reisen. Buettner-Janusch reagierte auf die Streichung der Förderung, indem er sein Labor teilweise aus eigenen Mitteln finanzierte.
Buettner-Janusch blieb bis 1980 Professor für Anthropologie an der New York University. Er wurde im Zusammenhang mit den gegen ihn geführten Ermittlungen als Leiter der Abteilung für Anthropologie suspendiert, hielt aber bis zu seiner Verurteilung weiter Lehrveranstaltungen ab.

## Straftaten

### Herstellung und Vertrieb von Betäubungsmitteln

#### Hintergrund
Das von John Buettner-Janusch geleitete Labor befand sich im dritten Obergeschoss des Universitätsgebäudes am 25 Waverly Plaza. Als er an die New York University berufen wurde, mussten dort bereits vorhandene Laborräume aufgeteilt werden. Im Ergebnis gab es zwei Labore auf dieser Etage, das von John Buettner-Janusch und das seines Kollegen Clifford Jolly, ebenfalls Professor für Anthropologie. Die Räume Jollys waren nur durch das Labor Buettner-Januschs zu erreichen, und es gab praktisch keine Zugangskontrollen.
Am 9. Mai 1977 reichte Buettner-Janusch bei der Universität einen Auftrag zur Beschaffung zweier chemischer Substanzen ein, die üblicherweise als Vorläuferstoffe für die Produktion von LSD dienen. Während des ganzen Sommers lag auf dem Schreibtisch in seinem Büro für jeden Besucher sichtbar ein Buch aus der Bobst Library, der Universitätsbücherei, in dem die Synthese von LSD beschrieben wird. Am 26. Oktober 1978 bestellte Buettner-Janusch erneut zwei Vorläuferstoffe, nunmehr für die Herstellung von Methaqualon. Gegenüber seinen Studenten und Kollegen gab er später an, dass er kein LSD, sondern lediglich ähnliche Substanzen für seine Lemurenforschung produziert habe, und dass die Herstellung von Methaqualon ein Versehen gewesen sei. Während des Gerichtsverfahrens sagten Buettner-Januschs Laborleiter Danny Cornyetz und sein Assistent Richard Dorfman hingegen aus, sie seien über die Drogenproduktion zur Geldbeschaffung informiert gewesen und hätten sich aus Sorge um ihre Arbeitsplätze beteiligt. Während Buettner-Janusch stets seine Unschuld beteuerte, verloren die Zeugenaussagen seiner beiden Mitarbeiter wegen des zugesicherten geringeren Strafmaßes und die der übrigen Belastungszeugen aus dem Universitätsbetrieb wegen des vergifteten Klimas an der New York University an Gewicht.
Über die Herstellung und den Verkauf der Drogen hinaus wurde gegen Buettner-Janusch und einige seiner Mitarbeiter wegen der Gründung von Simian Expansions, einer vorgeblich der Primatenforschung dienenden gemeinnützigen Organisation zur Geldwäsche ermittelt. Allerdings konnten dieser Organisation außer der Herstellung von Briefpapier und von vier T-Shirts mit Werbeaufdrucken keine Aktivitäten nachgewiesen und auch keine Ausgaben oder Einnahmen zugeordnet werden. Möglicherweise handelte es sich um ein ernst gemeintes Artenschutzprojekt, das von Buettner-Janusch nur unterstützt aber dann doch nicht verwirklicht wurde.

#### Ermittlungen
Ein neunzehnjähriger Anthropologiestudent, der von Buettner-Janusch im Herbst 1978 mit der Synthese chemischer Substanzen beauftragt worden war, schöpfte Verdacht und informierte zunächst Professor Clifford Jolly. Beide sammelten in der Folgezeit gemeinsam Beweise gegen Buettner-Janusch. Im April 1979 meldete der Student sich krank, weil er nunmehr vom wahren Charakter seiner Tätigkeit überzeugt war und sich nicht daran beteiligen wollte. Jolly hatte unterdessen eine Probe der hergestellten Substanz durch einen Anwalt an den zuständigen Staatsanwalt weitergeleitet. Die Analyse in einem FBI-Labor erbrachte das Ergebnis, dass es sich bei dem Stoff um äußerst reines Methaqualon handelte. Jolly und der Student suchten nun das Gespräch mit John C. Sawhill, dem Präsidenten der New York University, um ihn über ihren Verdacht und die vorliegenden Beweise zu informieren. Sawhill und der Justitiar der NYU befürworteten sofort die uneingeschränkte Zusammenarbeit mit dem FBI und die Durchsuchung der Laborräume auch ohne Gerichtsbeschluss.
Mitte Mai 1979 wurden die Laborräume Buettner-Januschs durch sechs Drogenfahnder des Federal Bureau of Investigation (FBI) und der Drug Enforcement Administration (DEA) durchsucht. Dabei wurde umfangreiches Belastungsmaterial sichergestellt, darunter mehr als 900 g Methaqualon unterschiedlicher Reinheitsgrade im Abzug und auf einem Labortisch, Marihuana im Kühlraum, verschiedene LSD-Derivate und LSD-Vorläuferstoffe. Bereits am frühen Abend des folgenden Tages wurde Buettner-Janusch in seiner Wohnung von einem Agenten der DEA eine Subpoena überreicht. Schon bei der ersten Vernehmung machte Buettner-Janusch falsche Angaben, wie auch wenige Tage später bei seiner Vernehmung durch Bundesanwälte im Thurgood Marshall United States Courthouse. Diese Lügen führten später zu den Anklagepunkten der Falschaussage vor einem Bundesgericht und der Verschwörung zur Behinderung der Justiz.
In den folgenden Monaten unterlag Buettner-Janusch der Telefonüberwachung durch das FBI, die jedoch keine weiteren Beweise erbrachte. Darüber hinaus wurden mehrere Personen vom FBI mit Aufzeichnungsgeräten ausgestattet, darunter Tatverdächtige, die nunmehr Gespräche mit Buettner-Janusch und untereinander aufzeichneten. In einem Fall bat Buettner-Janusch seinen Kollegen Jolly, der eng mit dem FBI zusammen arbeitete, im Verfahren als Leumundszeuge für ihn aufzutreten. Auch dieses Gespräch wurde von Jolly aufgezeichnet. Am 2. August 1979 wurden die Laborräume erneut vom FBI durchsucht, wiederum ohne Durchsuchungsbeschluss und mit Zustimmung der Universität.

#### Anklage und Gerichtsverfahren
Am 4. Oktober 1979 wurde Buettner-Janusch in sechs Punkten angeklagt, die mit einer Höchststrafe von dreißig Jahren bedroht waren:
- Verschwörung zu Herstellung und Vertrieb von LSD, Methaqualon und anderen Betäubungsmitteln;
- Herstellung und Besitz mit Verkaufsabsicht von 1,185 Kilogramm Methaqualon;
- Verkauf und Besitz mit Verkaufsabsicht von Pemolin, einem Arzneistoff mit stimulierender Wirkung;
- Verschwörung zur Behinderung der Justiz;
- zwei Fälle der vorsätzlichen Falschaussage gegenüber Bundesanwälten.[22]

In der Anklage wurden auch bekannte und unbekannte Mitverschwörer benannt. Buettner-Janusch wurde nach der Anklageerhebung gegen eine Kaution von 50.000 US-Dollar auf freien Fuß gesetzt, musste jedoch seinen Pass abgeben. An den folgenden Tagen füllte die Geschichte um das Drogenlabor an der Universität die Titelseiten der Presse weit über New York hinaus. Buettner-Janusch wurde als Leiter der Abteilung für Anthropologie beurlaubt, unterrichtete aber weiterhin zwei Kurse und blieb zunächst Professor der New York University. In einem weihnachtlichen Rundschreiben an Freunde und Kollegen beklagte er sich über die Ungerechtigkeit seiner Behandlung und über die Bösartigkeit, ihn ausgerechnet am ersten Todestag seiner Ehefrau zu verhaften.
Vom 3. Dezember 1979 bis zum 3. Januar 1980 fanden mehrere gerichtliche Voranhörungen statt. Zunächst wurde die Zulässigkeit der während der Durchsuchungen durch das FBI in Buettner-Januschs Labor beschlagnahmten Beweismittel bestritten, aber da die begleitenden Universitätsangehörigen uneingeschränkten Zugang hatten, wurde alles außer dem Material aus Buettner-Januschs persönlichem Lagerraum zugelassen. Buettner-Janusch bestritt alle Vorwürfe und sein Anwalt stellte in den Raum, seine Studenten hätten das Drogenlabor eingerichtet und bei der Entdeckung die Verantwortung Buettner-Janusch zugeschoben. In den folgenden Monaten sammelten Freunde Buettner-Januschs Geld für die erwarteten Anwaltskosten. Er selbst schrieb zahlreiche Briefe an sein persönliches Umfeld, in denen er um Unterstützung bat und die Staatsanwältin als „Fotze“, „faschistische Hure“, „Nazihure“, „Bitch“ und „widerwärtige irre Fanatikerin“ bezeichnete. Der Richter sei ein „Faschistenschwein“ und ein „Irrer“, der Student, der die Ermittlungen angestoßen hatte, und Professor Jolly seien „ein Wurm und ein Schakal“.
Die Hauptverhandlung gegen Buettner-Janusch begann am 30. Juni 1980 vor einem Bundesgericht in New York. Nicht nur die lokale Boulevardpresse, sondern die gesamte Tagespresse des Landes berichtete ausführlich über den Prozess. Buettner-Janusch hatte seine Verteidigung einem Staranwalt übertragen, der mit Steuerstrafsachen bekannt geworden war. Die Verteidigung machte geltend, dass die Produktion der Drogen im Rahmen zulässiger Forschung erfolgte, und dass die Drogen Buettner-Janusch von Dritten untergeschoben worden seien. Unter den Zeugen befanden sich zahlreiche Kollegen und Mitarbeiter Buettner-Januschs, die zu seinen Gunsten als Leumundzeugen auftraten. Peter Klopfer und Richard W. Sussman bezeugten, dass Buettner-Janusch in der Vergangenheit tatsächlich Versuche mit Primaten unter Drogeneinfluss geplant habe. Der Entlastungszeuge Elwyn L. Simons erschien nicht zu seinem Termin, da er sich am Vorabend bei Gartenarbeiten verletzt hatte. Als die Staatsanwältin versuchte, Simons Abwesenheit Buettner-Janusch anzulasten, ließ der Vorsitzende Richter die Anmerkung aus dem Protokoll streichen und wies die Jury an, sie zu ignorieren. Der nachdrückliche Protest der Staatsanwältin führte fast zu einem Scheitern des Verfahrens. Am 16. Juli 1980 fällte die Jury nach viereinhalbstündiger Beratung ihr Urteil. Buettner-Janusch wurde wegen Herstellung und Besitz von Drogen, Verschwörung und Falschaussage vor Bundesanwälten schuldig gesprochen. Ein Anklagepunkt des Drogenbesitzes und einer der Verschwörung zur Behinderung der Justiz wurden fallengelassen, der noch mögliche Strafrahmen reichte bis zu 20 Jahren.

#### Strafmaß, Haft und Leben nach der Entlassung
Nach dem Schuldspruch traf die Leitung der New York University die Entscheidung, Buettner-Januschs Arbeitsverhältnis und damit seine akademische Karriere zu beenden. Dies wurde aber zunächst nicht bekannt gegeben. Am 13. November 1980 wurde Buettner-Janusch von einem Bundesrichter zu fünf Jahren Freiheitsstrafe verurteilt, die sich aus drei Jahren für die Drogendelikte und weiteren zwei Jahren für die Falschaussagen zusammensetzte. Der Richter übte in seiner Urteilsbegründung scharfe Kritik an der New York University, die Buettner-Januschs Taten ermöglicht hatte. Buettner-Janusch blieb zunächst auf freiem Fuß und legte Berufung ein, die jedoch am 6. April 1981 zurückgewiesen wurde. Er trat seine Haftstrafe am 28. Mai 1981 in einem Bundesgefängnis auf dem Gelände der Eglin Air Force Base in Florida an. Am 5. Oktober 1981 entschied der Oberste Gerichtshof, Buettner-Januschs letztes Rechtsmittel nicht zur Entscheidung anzunehmen. Der Bewährungsausschuss erhielt von der Staatsanwältin statt des üblichen zweiseitigen Formblatts einen 13 Seiten umfassenden Schriftsatz, in dem sie ausführlich aus Buettner-Januschs Korrespondenz mit den gegen sie gerichteten Drohungen und Beschimpfungen zitierte. Der Bewährungsausschuss legte das voraussichtliche Entlassungsdatum zunächst auf den 27. November 1983 fest. Buettner-Janusch konnte seine wissenschaftliche Arbeit mit Unterstützung weniger Kollegen fortsetzen, die ihm Literatur beschafften oder mit ihm an Publikationen arbeiteten. In einem Fall veröffentlichte er einen Artikel im American Journal of Physical Anthropology, dessen Herausgeber seine „Institution“ mit Federal Prison Camp, Eglin AFB, Florida angab. Der Bewährungsausschuss verkürzte die Strafe schließlich um zwei Monate, so dass Buettner-Janusch am 27. September 1983 aus der Haft entlassen wurde.
Nach seiner Haftentlassung zog Buettner-Janusch für zwei Monate in jenes Wohnheim der Heilsarmee in der New Yorker Bowery, in dem zwei Jahre zuvor Jack Henry Abbott nach seiner Entlassung untergebracht war. Jeweils für kurze Zeit lebte er im Chelsea Hotel und an verschiedenen Orten in New York City. In den folgenden Jahren führte er ein unstetes Leben ohne die Chance auf eine erneute Beschäftigung in Forschung und Lehre. Der befreundete Primatologe und Paläoanthropologe Ian Tattersall, Leiter der anthropologischen Abteilung des American Museum of Natural History, verschaffte ihm die Möglichkeit, ehrenamtlich im Museum zu arbeiten und die Lemurensammlung zu katalogisieren. Ihre gemeinsame Veröffentlichung dazu erschien im November 1985. Im Sommer 1986 zog er schließlich in das Haus der Familie in Eagle River, Wisconsin, wo er bereits seine Kindheit verbracht hatte.

### Mordversuche

#### Tathergang
Ian Tattersall gehörte zu jenen Mitarbeitern des American Museum of Natural History, die häufig auf Vortragsreisen in der ganzen Welt unterwegs waren, um für das Museum Fördermittel einzuwerben. Im Februar 1987 befand sich Tattersall fast den ganzen Monat auf einer dieser Expeditionen, diesmal nach Indonesien. John Buettner-Janusch sollte während dieser Zeit in Tattersalls Wohnung in der Gay Street in Greenwich Village auf den Zwergpudel von dessen Verlobter aufpassen und brachte seinen eigenen Zwergpudel dorthin mit. Während der ersten Februarwochen fertigte der Hobbykoch Buettner-Janusch in Tattersalls Küche Pralinen an, die er mit den drei Alkaloiden Atropin, Spartein und Pilocarpin vergiftet hatte. Er verpackte sie in Schachteln von Pralinen eines bekannten Herstellers von Luxusschokolade und schickte sie mit Karten zum Valentinstag anonym an vier Empfänger, an denen er Rache üben wollte:
- Bundesrichter Charles L. Brieant, der ihn 1980 verurteilt hatte. Brieants Ehefrau erlitt durch den Verzehr von vier Pralinen eine lebensbedrohliche Vergiftung durch Atropin und Spartein. In einer nicht verzehrten Praline fanden die Toxikologen des FBI Pilocarpin;
- J. Bolling Sullivan, ein Associate Professor für Biochemie am Meeresforschungslabor der Duke University in Beaufort, North Carolina. Sullivan hatte zwanzig Jahre zuvor mit Vina Mallowitz in Buettner-Januschs Labor an der Duke University gearbeitet, aber keinen engen Kontakt zu dem Ehepaar gehabt. Sullivans Ehefrau und Tochter aßen von den Pralinen und erkrankten, glaubten aber an eine Lebensmittelvergiftung mit anderer Ursache. Erst nach den Medienberichten über den Giftanschlag auf den Bundesrichter informierte Sullivan das FBI, das die Pralinen als Sendung von Buettner-Janusch identifizierte;
- Sidney Mintz von der Yale University war der dritte Adressat, die Sendung konnte auf dem Postweg abgefangen werden. Buettner-Janusch machte Mintz dafür verantwortlich, dass ihm mehr als zwanzig Jahre zuvor die Festanstellung in Yale verweigert worden war;
- mit Charles M. Leslie von der New York University war Buettner-Janusch ebenfalls verfeindet, diese vierte vergiftete Sendung wurde ebenfalls auf dem Postweg abgefangen.[31]

Buettner-Janusch wurde rasch überführt. Bei der Vernehmung von Richter Brieant zählte er zum Kreis der genannten Verdächtigen, sein Bewährungshelfer in Wisconsin nannte Tattersalls Wohnung als Aufenthaltsort, die Sendungen mit den Pralinen wurden von einem Postamt ganz in der Nähe von Tattersalls Wohnung verschickt und die Schachtel für den Richter wies neben zahlreichen Fingerabdrücken von Postbediensteten auch den Abdruck eines kleinen Fingers von Buettner-Janusch auf. Er wurde am späten Abend des 19. Februar 1987 auf dem Rückweg von einer Opernaufführung in der Metropolitan Opera verhaftet und am folgenden Tag angeklagt.

#### Gerichtsverfahren
Am 5. März 1987 erschien Buettner-Janusch zu seiner Vorverhandlung vor dem Bundesgericht in New York, vor dem bereits seine Drogendelikte verhandelt wurden und dem das erste Ziel des Mordanschlags angehörte. Um eine Befangenheit des Richters auszuschließen, wurde der Vorsitz dem Bundesrichter Joseph Lord vom United States District Court für das östliche Pennsylvania übertragen. Die vier Buettner-Janusch zu diesem Zeitpunkt zur Last gelegten Anklagepunkte waren mit Haftstrafen von insgesamt 63 Jahren bedroht zuzüglich einer möglichen Geldstrafe von bis zu einer Million US-Dollar:
- Versuch des Mordes an einem Bundesrichter;
- Versuch des Mordes an einem Familienmitglied eines Bundesrichters;
- Postversand gefährlicher Substanzen in der Absicht zu verletzen oder zu töten;
- Manipulation von Konsumgütern.[32]

Buettner-Janusch bekannte sich zunächst nicht schuldig. Nach einer Vereinbarung seiner Anwälte mit der Staatsanwaltschaft bekannte er sich in einer weiteren Vorverhandlung am 9. Juni 1987 der beiden gegen Briant und Sullivan gerichteten Anschläge und der Absicht, großen körperlichen Schaden zu verursachen für schuldig. Damit war eine Hauptverhandlung mit umfangreicher Beweisaufnahme ausgeschlossen, die eingeräumten Taten waren mit Strafen von insgesamt bis zu 40 Jahren zuzüglich Geldstrafen von 500.000 US-Dollar bedroht. Im Gegenzug verzichtete die Staatsanwaltschaft auf die Strafverfolgung in zwei Fällen verschickter Sendungen. Die Öffentlichkeit erfuhr durch diese Vorverhandlung erstmals von dem ganzen Umfang der Anschuldigungen gegen Buettner-Janusch, die Namen der Opfer Mintz und Leslie wurden aber nicht genannt. Unmittelbar vor der Verkündung des Strafmaßes erschien im ABA Journal, der Zeitschrift der American Bar Association, ein Bericht mit dem Titel Danger in the Courts, in dem auch Bundesrichter Briant zu Wort kam und der Anschläge und Drohungen gegen Bundesrichter thematisierte.
Bei der Verkündung des Strafmaßes am 14. Juli 1987 hob Richter Lord hervor, dass er sich in seiner Urteilsfindung auch von den Erwartungen hunderter Kollegen habe leiten lassen. Obgleich er das Konzept der Abschreckung im Allgemeinen nicht anerkenne, so stehe doch außer Frage, dass dieser Angeklagte keinerlei Respekt vor dem Gesetz gezeigt habe und der individuellen Abschreckung bedürfe. Das Urteil lautete auf zwei Mal zwanzig Jahre Haft, den Höchststrafen für die beiden Anklagepunkte, die nacheinander in einem Bundesgefängnis zu verbüßen waren. Als Mindestdauer der Haft bis zu einer möglichen Strafaussetzung zu Bewährung wurden zehn Jahre festgelegt. Im Dezember 1987 wurde das Strafmaß auf zwanzig Jahre reduziert, indem für die ursprünglich nacheinander zu verbüßenden Einzelstrafen die gleichzeitige Verbüßung gewährt wurde. Damit war auch eine frühere Strafaussetzung zur Bewährung möglich.
Buettner-Janusch war während seines Gerichtsverfahrens in einem Bundesgefängnis ohne besondere Sicherheitsanforderungen in Otisville, New York inhaftiert. Ab August 1987 verbüßte er seine Haftstrafe zunächst im United States Penitentiary Marion in Illinois, das 1963 als Ersatz für Alcatraz errichtet worden und in den 1980er Jahren noch das Gefängnis mit dem höchsten Sicherheitsstandard im Gefängnissystem der Vereinigten Staaten war. Nach zwei Morden an Justizvollzugsbeamten wurde in Marion ein System totaler Isolierung der Gefangenen eingeführt, das direkten Kontakt zu anderen Menschen fast völlig ausschloss. Buettner-Janusch abonnierte die Zeitschriften Science und Nature sowie mehrere Zeitschriften für Opern und andere klassische Musik. Er führte mit einer Reihe von Kollegen und Freunden fachliche Korrespondenz und nahm weiter regen Anteil an der anthropologischen Forschung. Viele seiner Briefe offenbaren aber auch einen ausgeprägten Realitätsverlust, indem er dem Bundesrichter Brieant einen Plan zu seiner Vernichtung nachsagte und bezüglich der drei vergifteten Sendungen an andere Empfänger die Schuld dem United States Postal Service zuschob, der die Pakete falsch zugestellt habe. Im Oktober 1989 wurde Buettner-Janusch in das Bundesgefängnis im Terre Haute Federal Correctional Complex verlegt, wo die Gefangenen deutlich geringeren Einschränkungen unterworfen waren und einer Arbeit nachgehen konnten.

## Ehe und Privatleben
Während des Studiums an der University of Chicago lernte Buettner-Janusch seine spätere Ehefrau Vina Mallowitz kennen. Sie heirateten im September 1950 und lebten und arbeiteten 27 Jahre zusammen. Vina Mallowitz war während Buettner-Januschs Lehrtätigkeit an der Yale University und an der Duke University die Leiterin seines Labors und seine wichtigste Mitarbeiterin. Sie unternahmen ihre Forschungsreisen gemeinsam und verfassten häufig gemeinsam wissenschaftliche Arbeiten. Buettner-Janusch selbst führte den großen Erfolg seines Buchs Origins of man auf die Zusammenarbeit mit Mallowitz zurück, die ihn nach Kräften unterstützt hatte. Die berufliche Zusammenarbeit endete 1971, als Vina ihrem Ehemann ein Kündigungsschreiben sandte und nie wieder in seinen Labors an der Duke University oder der New York University arbeitete. Die Gründe für diesen Schritt sind selbst engen Freunden nicht bekannt.
Obgleich die berufliche Beziehung beendet war, blieb das Ehepaar Buettner-Janusch zusammen und richtete weiterhin eindrucksvolle Partys für Kollegen und andere Gäste aus. Das Ehepaar leistete sich seit dem Umzug nach New York City rasch einen aufwändigen Lebensstil mit häufigen Besuchen der Metropolitan Opera und Partys für Mitglieder des New Yorker Kulturbetriebs. Gegenüber Freunden erklärte Buettner-Janusch seinen aufwändigen und trotz seines hohen Gehalts auffälligen Lebensstil mit einer hohen Erbschaft seiner Ehefrau, deren Eltern 1974 und 1975 verstorben waren. Am 6. Oktober 1977 starb Vina Mallowitz im Alter von 46 Jahren in einem New Yorker Krankenhaus. Nur wenige Wochen zuvor war bei ihr Leberkrebs diagnostiziert worden, dessen Metastasen bereits gestreut hatten. Im Jahr nach dem Tod seiner Ehefrau bereiste Buettner-Janusch wiederholt die Orte in Europa und Afrika, an denen er mit Vina gewesen war. Er verfiel zunehmend in Depressionen.
Buettner-Janusch war stets sehr extravagant gekleidet, ohne dass dies irgendwelche anderen Rückschlüsse als auf einen teuren, aber schlechten Geschmack erlaubt hätte. Nach dem Tod Vinas wurde er jedoch gelegentlich in Kleidung gesehen, die ihn unschwer als Mitglied der Schwulenszene von Greenwich Village erkennen ließ. Studenten bezeichneten das in seinem Labor vorrätige Amylnitrit, das keinen wissenschaftlichen Nutzen hatte, als „Colonel B-Js Poppers“. Nach seiner ersten Inhaftierung wurden bei der Räumung seines Büros an der Universität Aufzeichnungen über Männer vorgefunden, deren sexuelle Vorzüge Buettner-Janusch für sich dokumentiert hatte.
Kurz nach Buettner-Januschs Ankunft im Bundesgefängnis in Marion Ende 1987 erfuhr er von seiner HIV-Infektion. In der Folgezeit informierte er seine Korrespondenzpartner darüber und gab an, dass er sich bei einem Laborunfall infiziert haben müsse. Er nutzte die Tatsache seiner Infektion und die Geschichte von der Laborinfektion aber auch zur gezielten Belästigung früherer Studenten und Kollegen. Mit dem erfundenen Hinweis auf mehrere infizierte Kollegen an der Duke University oder unter Berufung auf seine eigene Infektion legte er ihnen, auch in Grußkarten zum Weihnachtsfest oder zur bevorstehenden Geburt eines Kindes, einen HIV-Test nahe.
Über Buettner-Januschs Tod liegen unterschiedliche Angaben vor. Den veröffentlichten Nachrufen zufolge hatte er versucht, eine vorzeitige Haftentlassung zu erreichen. Im April 1992 erfuhr er vom Begnadigungsausschuss, dass er voraussichtlich bis zum Januar 1999 in Haft bleiben und dass die nächste Anhörung des Begnadigungsausschusses im April 1994 stattfinden werde. Daraufhin trat er in den Hungerstreik und wurde zuletzt zwangsernährt. Er zog sich eine Lungenentzündung zu und starb im Juli 1992 im United States Medical Center for Federal Prisoners in Springfield, Missouri. Die Gefängnisakten belegen, dass Buettner-Januschs HIV-Infektion fachgerecht behandelt wurde, so mit der Verordnung von AZT. Im April 1992 berichtete er in einem Brief an Peter Klopfer, dass er nunmehr an AIDS erkrankt sei. Ende Mai 1992 wurde er in das United States Medical Center for Federal Prisoners verlegt. Im Juni informierten die Ärzte Buettner-Januschs Schwester über seinen schlechten Zustand, die ihn noch einmal besuchen konnte. John Buettner-Janusch starb am 2. Juli 1992, als offizielle Todesursache wurde eine Lungenentzündung bei fortgeschrittener HIV-Infektion angegeben. Die Asche Buettner-Januschs wurde auf einem See am Haus seiner Familie in Eagle River, Wisconsin verstreut.

## Veröffentlichungen (Auswahl)
- John Buettner-Janusch: Use of Infrared Photography in Archaeological Field Work. In: American Antiquity 1954, Band 20, Nr. 1, S. 84–87, doi:10.2307/276728.
- John Buettner-Janusch: The ABO Blood Groups and Natural Selection: A Review. Dissertation, University of Michigan, Ann Arbor 1957.
- John Buettner-Janusch und Harold E. Wipple (Hrsg.): The relatives of man. Modern studies of the relation of the evolution of nonhuman primates to human evolution (=Annals of the New York Academy of Sciences Band 102, Nr. 2, S. 183–514). New York Academy of Sciences, New York 1962.
- John Buettner-Janusch: Hemoglobins and Transferrins of Baboons. In: Folia Primatologica 1963, Band 1, Nr. 2, S. 73–87, doi:10.1159/000165783.
- John Buettner-Janusch (Hrsg.): Evolutionary and genetic biology of primates. 2 Bände. Academic Press, Cambridge, MA u. a. 1963–1964.
- John Buettner-Janusch und Robert L. Hill: Molecules and Monkeys. In: Science 19. Februar 1965, Band 147, Nr. 3660, S. 836–842, doi:10.1126/science.147.3660.836.
- John Buettner-Janusch: Origins of Man. Physical Anthropology. Wiley, New York u. a. 1966.
- John Buettner-Janusch: Physical Anthropology: A Perspective. Wiley, New York u. a. 1973, ISBN 0-471-11785-4.
- John Buettner-Janusch et al.: Models for Lineal Effects in Rhesus Group Fissions. In: American Journal of Physical Anthropology 1983, Band 61, Nr. 3, S. 347–353, doi:10.1002/ajpa.1330610309.
- John Buettner-Janusch und Ian Tattersall: An Annotated Catalogue of Malagasy Primates (Families Lemuridae, Indriidae, Daubentoniidae, Megaladapidae, Cheirogaleidae) in the Collections of The American Museum of Natural History. American Museum Novitates Nr. 2834, 12. November 1985, Digitalisat.

## Akademische und Ehrenämter
- Mitglied des Vorstands der American Association of Physical Anthropologists (1971–1974).
- Vizepräsident der American Association of Physical Anthropologists (1974–1976).
- Mitherausgeber des American Journal of Physical Anthropology (1970–1977).
- Herausgeber des Yearbook of Physical Anthropology (1970–1977).
- Vorsitzender des wissenschaftlichen Beratergremiums des Caribbean Primate Center der Universität von Puerto Rico (1971–1976).
- Mitglied des Beratergremiums für Anthropologie der National Science Foundation (1971–1974).[6]